# Каменец-Подольский автоагрегатный завод
Каменец-Подольский автоагрегатный завод (укр. Кам'янець-Подільський автоагрегатний завод) — промышленное предприятие в Каменце-Подольском.

## История

### 1932 - 1991
21 декабря 1932 года в Каменце-Подольском начали работу районные механические мастерские, которые занимались капитальным ремонтом двигателей тракторов, ремонтом сельскохозяйственной техники и сельскохозяйственного инструмента. Численность работников в 1932 году составляла 32 человека.
В феврале 1947 года предприятие было преобразовано в межрайонные мастерские.
В 1959 году на базе мастерских был создан Каменец-Подольский завод автозапчастей, численность работников предприятия увеличилась до 140 человек, с этого времени завод освоил производство отдельных запасных частей и деталей для автотранспортных средств.
В 1966 году в соответствии с приказом министерства автомобильной промышленности СССР предприятие было реорганизовано в Каменец-Подольский автоагрегатный завод, количество работников было увеличено до 415 человек, предприятие специализировалось на ремонте грузовиков ЗИЛ, МАЗ, КрАЗ, "Урал" и КамАЗ.
В январе 1976 года завод вошёл в состав производственного объединения "АвтоКрАЗ", в 1978 году был реконструирован.
В 1970е - 1980е годы завод входил в число ведущих предприятий города.
В 1980е годы численность работников предприятия составляла 800 человек.

### После 1991
С начала 1990-х годов объёмы производства значительно сократились.
В мае 1995 года Кабинет министров Украины включил завод в перечень предприятий, подлежащих приватизации в течение 1995 года, в течение 1995 года государственное предприятие было преобразовано в открытое акционерное общество.
По оценке руководства завода, наиболее сложным в истории предприятия был период 1996-2003 гг., но после получения в 2004 году государственного заказа на изготовление автозапчастей для министерства обороны Украины в 2004-2005 гг. положение завода стабилизировалось.
2004 год завод завершил с прибылью 40 тыс. гривен, 2005 год - завершил с убытком 1,46 млн. гривен.
Также, в 2004-2006 гг. завод разработал новые амортизаторы к автомашинам КрАЗ и начал их производство.
В июне 2007 года завод освоил выпуск главного цилиндра выключения сцепления, служащего для подачи тормозной жидкости в пневмогидроусилитель. Также, в 2007 году было освоено производство автокомпонентов для автобусов ЛАЗ, троллейбусов «Skoda» и автомобилей ГАЗ.
В 2008 году завод освоил производство гидрораспределителей для грузовых автомашин.
Начавшийся в 2008 году экономический кризис осложнил положение предприятия, в конце 2008 года объёмы производства значительно сократились, количество работников уменьшилось с 240 человек в 2008 году до 85 человек в 2010 году.
В конце 2012 года завод выпускал 36 наименований продукции (в основном, автокомпоненты для КрАЗ, ГАЗ и ЛАЗ).
Последствия кризиса были преодолены в начале 2013 года, когда завод вновь увеличил объёмы выпуска продукции.
В 2014 году предприятием были освоены несколько видов новой продукции, в том числе гидравлическая лебёдка для грузовиков КрАЗ и молотки для молотковых кормодробилок. В декабре 2014 года завод освоил производство амортизаторов подвески "ATWAY" для импортных грузовиков DAF, VOLVO, Mercedes-Benz, SAF, RENAULT Magnum, Scania и автоприцепов.
В целом, в 2014 году завод увеличил объёмы производства продукции на 73,3% в сравнении с показателями 2013 года - до 15,54 млн. гривен.
В апреле - июле 2015 года прошли испытания новой лебёдки с гидравлическим приводом производства Каменец-Подольского завода для КрАЗ-6322.